# Żelbet

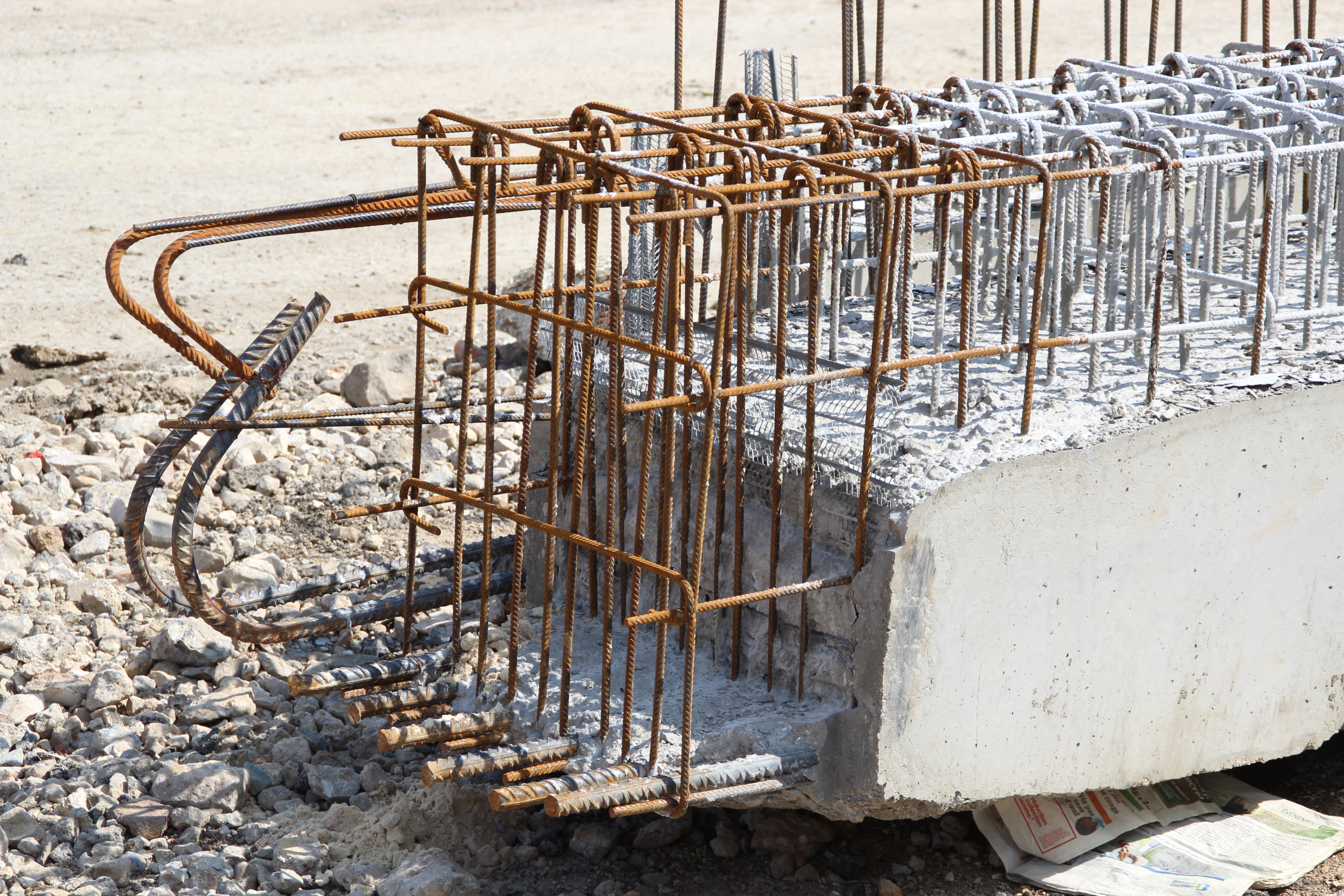
Częściowo wykonany żelbetowy element konstrukcyjny, widoczna wewnętrzna struktura wzmacniająca w postaci prętów zbrojeniowych

Żelbet (żelazobeton, żelbeton) – kompozyt strukturalny składający się z betonu wzmocnionego stalowymi prętami zbrojeniowymi lub jednym elementem stalowym zwanym wkładką stalową. Żelbet formuje się w elementy konstrukcyjne lub całe obiekty monolityczne za pomocą form drewnianych (szalowanie), stalowych lub plastikowych. Nazywany jest czasem wynalazkiem XIX wieku.
Żelbet jest uniwersalnym materiałem budowlanym stosowanym do budowy różnorodnych elementów konstrukcyjnych – fundamentów, ścian, płyt, powłok, ścian oporowych, słupów i innych. Powszechnie stosowany przy konstrukcjach budynków, z czego niektóre z nich wykonywane były jako żelbetowe monolity (np. stadiony, forty i schrony).

## Etymologia
Nazwa tego materiału stanowi zlepek słów „żelazo” i „beton” z których jest wykonany. Najczęściej stosowane są nazwy „żelazobeton” lub w skrócie „żelbet”, rzadziej „żelbeton”. Niekiedy wskazuje się, że ostatnia z nazw jest nieprawidłowa.

## Charakterystyka

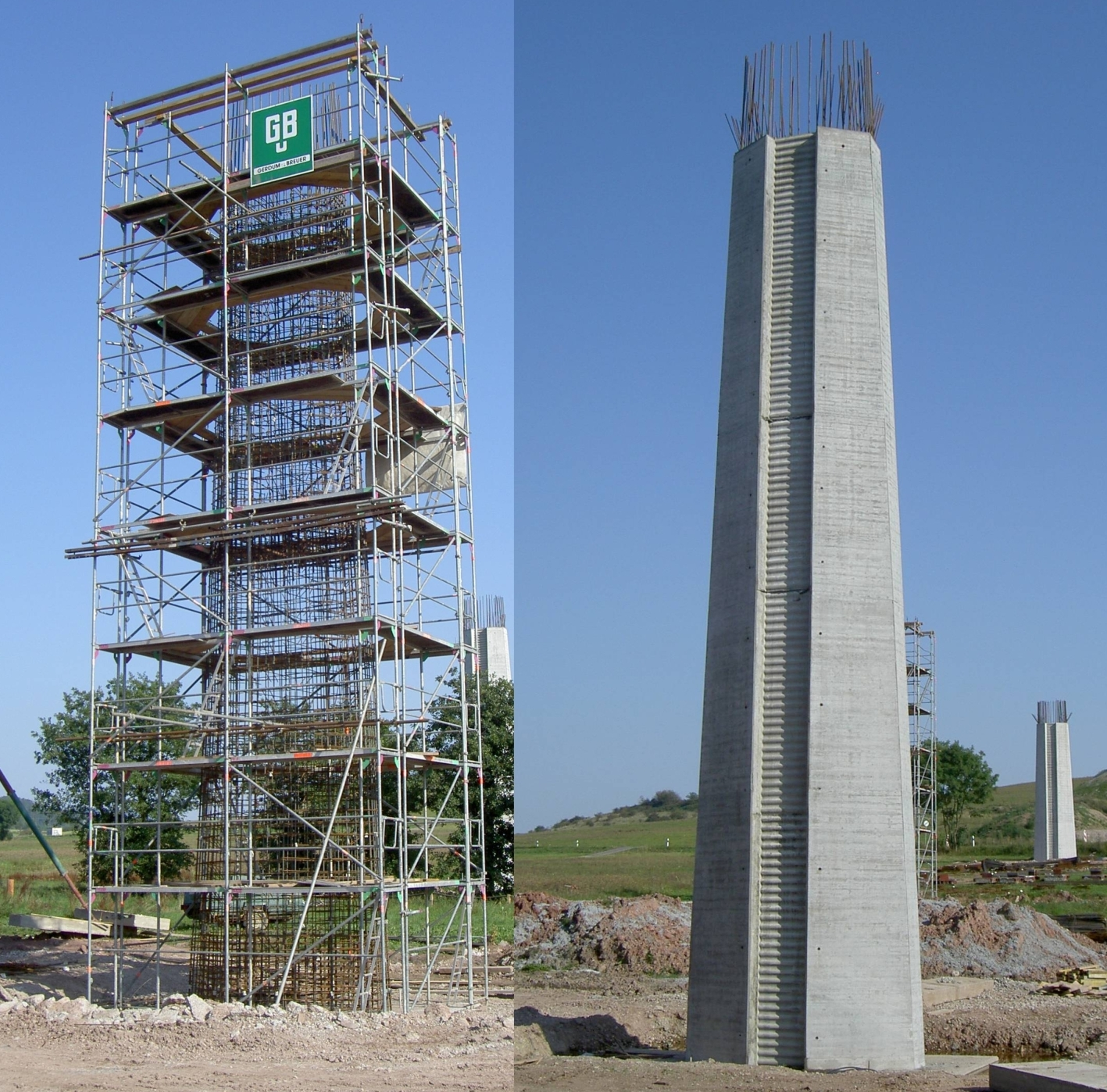
Kolumna żelbetowa: szkielet z prętów w trakcie budowy oraz ukończona konstrukcja po wypełnieniu betonem

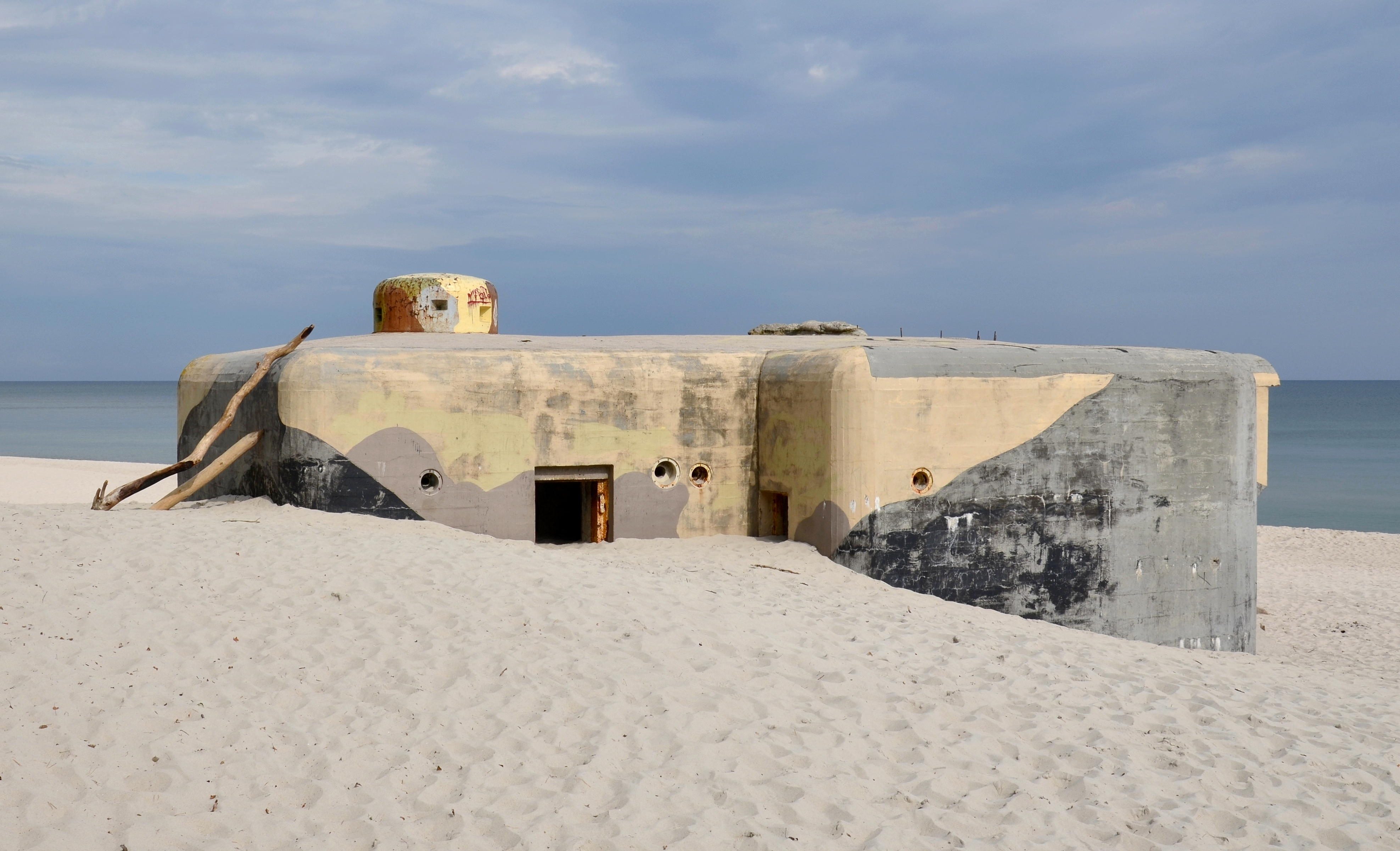
Przykład zastosowania żelbetu w budownictwie obronnym – polski ciężki schron bojowy „Sęp” zbudowany w 1939 roku i wchodzący w skład Ośrodka Oporu Jastarnia

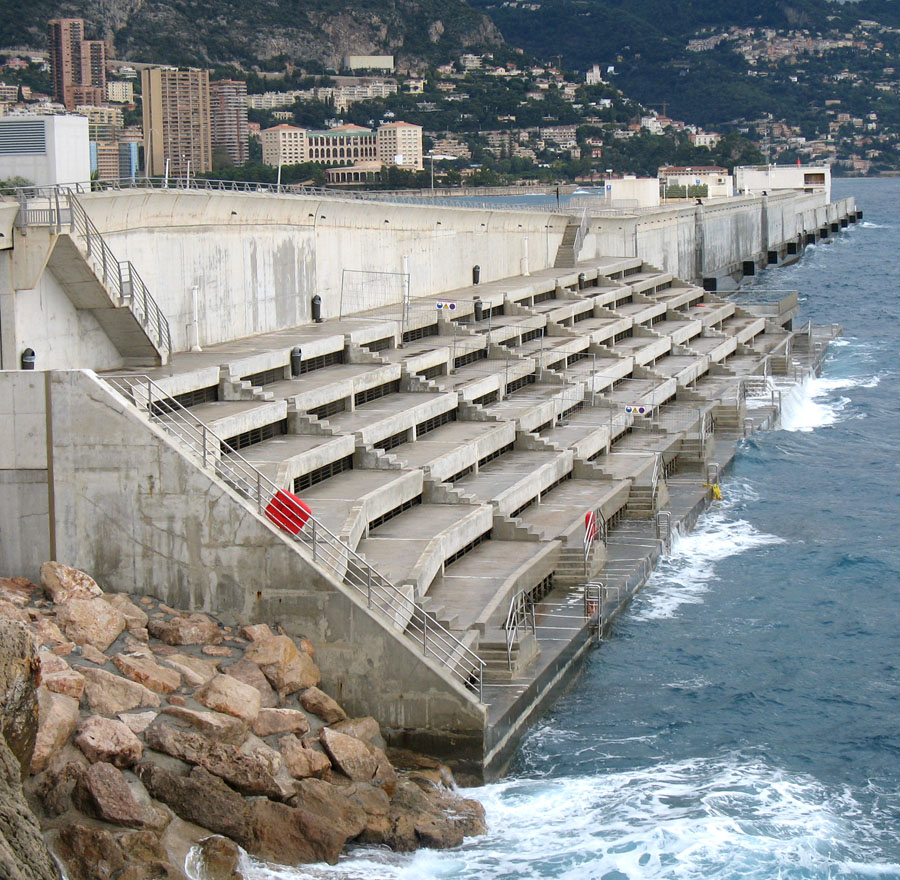
Plaża żelbetowa w Monako

Beton jest materiałem przenoszącym duże naprężenia ściskające, jednak jego wytrzymałość na rozciąganie jest bardzo mała. Stal w elemencie żelbetowym przenosi głównie naprężenia rozciągające, choć często stosuje się również zbrojenie ściskane. Połączenie stali i betonu pozwala budować konstrukcje różnego typu. Do zbrojenia stosuje się wkładki w postaci prętów, lin, strun, kabli i siatek. Można spotkać także konstrukcje ze „sztywnym zbrojeniem”, tzn. takie, w których elementy stalowe o dużych przekrojach (np. dwuteowniki, ceowniki) są wykorzystane jako rdzeń, np. w słupie żelbetowym.
Właściwa współpraca betonu i stali w konstrukcji możliwa jest dzięki przyczepności betonu do stali (w celu jej zwiększenia stosuje się pręty żebrowane) oraz zbliżonej rozszerzalności termicznej obu materiałów.
Do zalet żelbetu, jako materiału konstrukcyjnego, należą: ogniotrwałość, odporność na znaczne obciążenia statyczne i dynamiczne, swoboda w kształtowaniu elementów, duża odporność na korozję (przy zachowaniu właściwej otuliny wkładek stalowych i poprawnym zagęszczeniu układanej mieszanki betonowej). Odporność na wpływy atmosferyczne można podnieść, wykonując stosunkowo tanie zabezpieczenie powłokowe. Zabezpieczenia te stosuje się przede wszystkim w konstrukcjach mostów, wiaduktów i stropów dachowych.

### Fazowy opis stanu przekrojów żelbetowych[16]
W pracy zginanej belki żelbetowej pod stopniowo zwiększanym obciążeniem można wyróżnić 3 fazy:
- 1 faza, kiedy naprężenia w betonie nie przekraczają jeszcze jego wytrzymałości na rozciąganie. W tej fazie przekrój pracuje jak pełny przekrój betonowy wraz ze zbrojeniem.
- 2 faza zaczyna się po przekroczeniu wytrzymałości betonu na rozciąganie. W tej fazie pojawiają się rysy w strefie rozciąganej i w przekroju zarysowanym naprężenia rozciągające przenosi wyłącznie zbrojenie.
- 3 faza pracy przekroju następuje w momencie uplastycznienia zbrojenia rozciąganego, trwa aż do momentu przekroczenia wytrzymałości betonu na ściskanie (w wadliwie zaprojektowanym przekroju zniszczenie betonu nastąpi przed uplastycznieniem stali, czyli w fazie II).

Zarysowanie elementu żelbetowego jest naturalne i niemożliwe do wyeliminowania, normy nakazują jednak ograniczenie rozstawu i szerokości rozwarcia rys.

## Podział
Ze względu na sposób współpracy wkładek stalowych z betonem rozróżnia się:
- żelbet – szkielet z prętów stalowych (zbrojenie) układa się w deskowaniu (szalunku) na miejscu wbudowania elementu (na budowie) lub w formie (w wytwórni prefabrykatów) i zalewa mieszanką betonową. Po uzyskaniu przez beton wymaganej wytrzymałości otrzymuje się element, w którym stal przenosi naprężenia rozciągające, a beton ściskające. Współpraca tych materiałów opiera się na przyczepności betonu do stali i zbliżonej wartości współczynników rozszerzalności termicznej;
- siatkobeton – zbrojenie ma postać siatek – tkanych lub zgrzewanych, o kwadratowych oczkach o wymiarach 6–12 mm. Charakteryzuje się zwiększoną odpornością na obciążenie dynamiczne, dużą jednorodnością, zwiększonym wydłużeniem względnym i wytrzymałością na rozciąganie, dobrą szczelnością i odpornością na powstawanie rys;
- beton sprężony – zbrojenie wykonuje się ze stali o wysokiej wytrzymałości na rozciąganie (stale wysokogatunkowe). Do elementu betonowego wprowadza się sztucznie wywoływane naprężania ściskające. Wprowadzone naprężenia w betonie są przeciwne do naprężeń powstających od naprężeń użytkowych. Dzięki temu część tych naprężeń równoważy się wzajemnie. Ze względu na sposób wprowadzenia naprężeń sprężających rozróżnia się:
  - strunobeton – struny (pojedyncze druty lub ich wiązki złożone z kilku strun) napręża się w formie i stabilizuje na naciągu. Po zalaniu formowanego elementu i uzyskaniu przez beton przynajmniej 70% wymaganej wytrzymałości naciąg jest zwalniany. Stal wprowadza do betonu naprężenia ściskające – w ten sposób uzyskujemy beton sprężony;
  - kablobeton – w deskowaniu (formie) układa się kanały wzdłuż tras przebiegu kabli sprężających. Deskowanie wypełnia się mieszanką betonową. Po uzyskaniu przez beton min. 70% wartości wymaganej wytrzymałości wprowadza się kable do kanałów i naciąga się je. Kable są mocowane na końcach, a kanały wypełniane zawiesiną – zaczynem cementowo-wodnym. Po związaniu zaczynu otrzymuje się element monolityczny, w którym beton i stal współpracują ze sobą. Elementy kablobetonowe można sprężać w miejscu ich wbudowania;
- fibrobeton (drutobeton, włóknobeton) – beton zbrojony krótkimi kawałkami cienkich drutów stalowych lub z tworzyw sztucznych rozmieszczonych równomiernie w masie betonowej.

## Historia

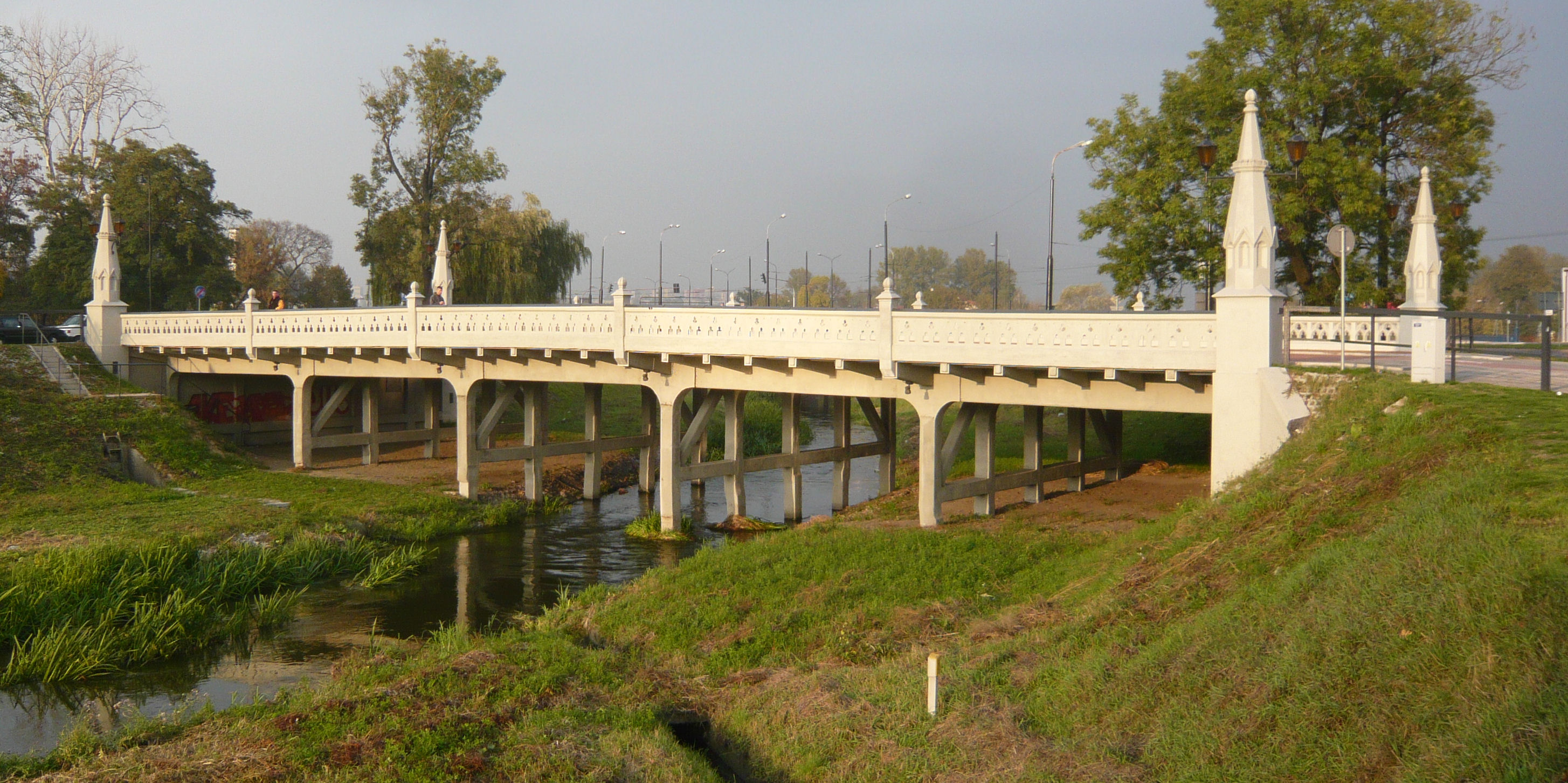
Most żelbetowy przy ulicy Zamojskiej w Lublinie zbudowany w 1909 roku przez Mariana Lutosławskiego

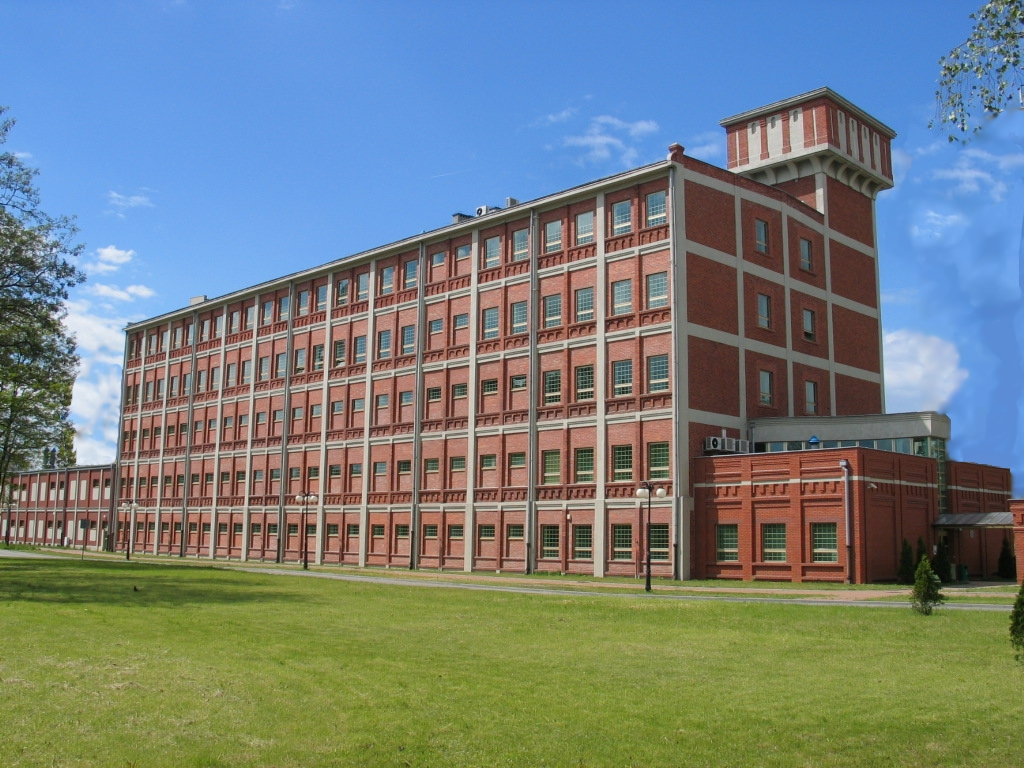
BGPŁ – dawny magazyn zakładów Towarzystwa Akcyjnego Wyrobów Wełnianych Fryderyka Wilhelma Schweikerta z 1912 roku – jeden z pierwszych budynków żelbetowych w Europie.

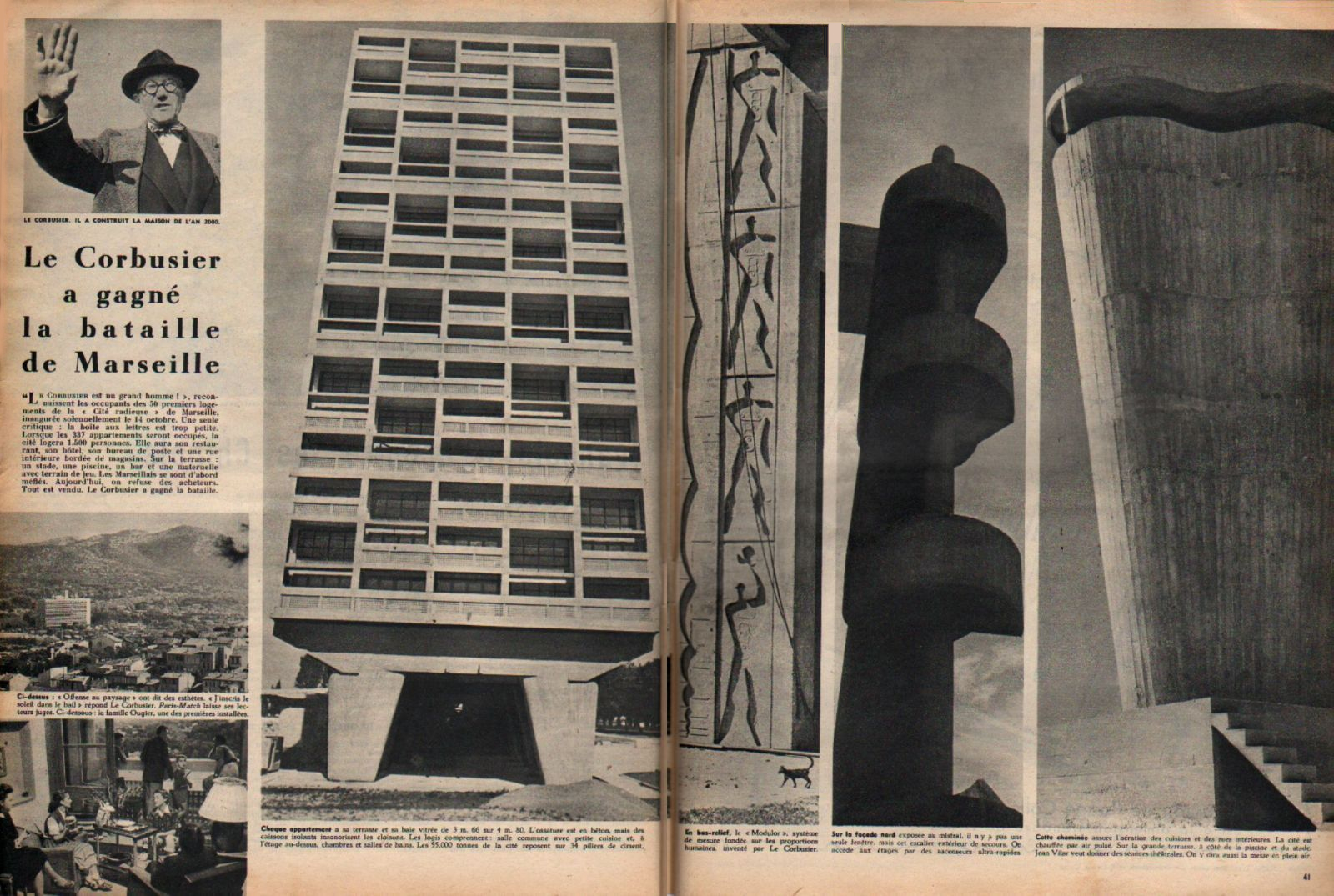
Praktyczne zastosowanie żelazobetonu (brutalizm) w bloku marsylskim przez Le Corbusiera w 1952 roku

Historia żelbetu rozpoczęła się w XIX w. Jako pierwszy, beton ze zbrojeniem, połączył Joseph-Louis Lambot, który w roku 1848 z tego materiału zbudował barkę zaprezentowaną na wystawie w Paryżu w 1855 r. W 1867 francuski ogrodnik Joseph Monier wykonał z betonu zbrojonego siatką doniczki na kwiaty. Gdy zauważył, że nie popękały na mrozie, pomysł opatentował. Koncepcję zbrojenia betonu uzasadnił naukowo w 1892 roku francuski inżynier Francois Hennebique, w 1894 powstał w oparciu o jego teorię i jego projekt pierwszy żelbetowy most w Viggen w Szwajcarii, w tym samym roku wybudowano najstarszy most żelbetowy w północnej Polsce na Kanale Elbląskim, na drodze Drulity – Lepno. Elementy sprężone jako pierwszy zastosował w 1920 roku Eugène Freyssinet.
W Polsce pionierem zastosowania żelbetu w budownictwie był polski wynalazca oraz inżynier Marian Lutosławski, który w 1902 roku w Warszawie założył biuro projektowo-konstrukcyjne. Jako pierwszy w kraju opracował naukowo i praktycznie zagadnienia konstrukcji żelbetowej, a także był pionierem zastosowania tych technologii w praktyce . Zaprojektował stropy żelbetowe pierwszego domu zbudowanego z użyciem tej techniki przy ul. Solec w Warszawie oraz elementy konstrukcji nośnej w kościele św. Zbawiciela w Wilnie. W latach 1908–1909 zaprojektował i zbudował dwa pierwsze żelbetowe mosty w Lublinie.